# Râul Chiara
Râul Chiara este un curs de apă, afluent al râului Gota. 